# Drake Maye
Drake Lee Maye (Huntersville, Carolina del Norte; 30 de agosto de 2002) es un quarterback de fútbol americano New England Patriots de la Liga Nacional de Fútbol Americano (NFL). Jugó fútbol americano universitario para los Tar Heels de Carolina del Norte, donde fue nombrado Jugador de Fútbol Americano del Año de la Conferencia de la Costa Atlántica en 2022 después de liderar la NCAA en yardas totales y establecer récords escolares en yardas aéreas de pase y touchdowns en una única temportada. Maye fue seleccionado en tercer lugar global por los Patriots en el draft de la NFL de 2024 .

## Juventud
Maye nació el 30 de agosto de 2002 en Huntersville, Carolina del Norte. Asistió a la escuela secundaria William A. Hough en Cornelius, Carolina del Norte, y después de su primer año se trasladó a la escuela secundaria Myers Park en Charlotte, donde jugó al fútbol americano y al baloncesto. En su tercer año,  fue nombrado atleta masculino del año 2019 por The Charlotte Observer después de establecer el récord escolar con 3,512 yardas de pase y 50 touchdowns.  Maye fue nombrado Under Armour All-American en 2020 a pesar de no poder jugar en su temporada senior debido a la pandemia de COVID-19. Calificado como un prospecto de cuatro estrellas, Maye llegó a un acuerdo para jugar fútbol americano universitario con Alabama Crimson Tide en julio de 2019 antes de mudarse a Carolina del Norte en marzo de 2020.

## Carrera universitaria
En su primera temporada con los Tar Heels de Carolina del Norte, Maye apareció en cuatro partidos  como sustituto de Sam Howell en 2021. Con Howell yéndose a la NFL en 2022, Maye fue nombrado titular antes del comienzo de la temporada. En el partido inaugural contra Florida A&M, Maye lanzó para cinco touchdowns y se convirtió en el primer quarterback de la UNC en hacerlo en su debut. Maye también registraría partidos con cuatro o más touchdowns totales contra Appalachian State, Notre Dame, Virginia Tech, Pittsburgh, y Wake Forest. Lideró al equipo a apariciones en el Partido por el Campeonato de la ACC de 2022 y en el Holiday Bowl y fue nombrado Jugador del Año de la ACC después de liderar la NCAA en la estadística ofensiva con 5,019 yardas de pase, y batir los récords escolares`al alcanzar las 4,321 yardas de pase y 38 touchdowns mientras corría para 698 yardas y 7 touchdowns.
En la temporada 2023, Maye lanzó para más de 400 yardas contra Syracuse, Miami, y Campbell. Maye fue nombrado segundo equipo All-ACC después de pasar para 3,608 yardas y 24 touchdowns, y correr para 449 yardas y nueve touchdowns. Maye se declaró para el draft de la NFL de 2024 después de la temporada. Terminó su carrera quinto en yardas aéreas (8,018) y cuarto en touchdowns aéreos en la historia de la UNC.

### Estadísticas
| Temporada | Partidos | Partidos | Pase | Pase | Pase | Pase  | Pase | Pase | Pase | Pase  | Carrera | Carrera | Carrera | Carrera | Carrera |
| Temporada | GP       | GS       | Cmp  | Att  | Pct  | Yds   | Avg  | TD   | Int  | Rtg   | Att     | Yards   | Avg     | TD      |         |
| --------- | -------- | -------- | ---- | ---- | ---- | ----- | ---- | ---- | ---- | ----- | ------- | ------- | ------- | ------- | ------- |
| 2021      | 4        | 0        | 7    | 10   | 70.0 | 89    | 8.9  | 1    | 0    | 177.8 | 6       | 62      | 10.3    | 0       |         |
| 2022      | 14       | 14       | 342  | 517  | 66.2 | 4,321 | 8.4  | 38   | 7    | 157.9 | 184     | 698     | 3.8     | 7       |         |
| 2023      | 12       | 12       | 269  | 425  | 63.3 | 3,608 | 8.5  | 24   | 9    | 149.0 | 112     | 449     | 4.0     | 9       |         |
| Career    | 30       | 26       | 618  | 952  | 64.9 | 8,018 | 8.4  | 63   | 16   | 154.1 | 302     | 1,209   | 4.0     | 16      |         |

## Carrera profesional
Maye fue seleccionado por los New England Patriots como tercer quarterback y tercera selección global en el draft de la NFL de 2024. Formó parte de un grupo de seis quarterbacks seleccionados en la primera ronda, igualando el récord establecido en el draft de 1983. El 28 de mayo de 2024, Maye firmó su contrato de novato. Un contrato de cuatro años totalmente garantizado por valor de 36,64 millones de dólares, con un bono por firmar de 23,47 millones de dólares.

## Vida personal
El padre de Maye, Mark, jugó como quarterback en Carolina del Norte (UNC) en la década de 1980 antes de jugar brevemente con los Tampa Bay Buccaneers y los Raleigh-Durham Skyhawks. Es el menor de cuatro hermanos: Luke y Beau jugaron baloncesto en la UNC. Su otro hermano, Cole, fue lanzador en el equipo de béisbol Florida Gators que ganó la Serie Mundial Universitaria de 2017. Maye creció siendo amigo del quarterback Mason Rudolph, ya que sus padres jugaban juntos en la UNC. También es buen amigo de Sam Howell, quien lo precedió como quarterback titular en la UNC.